# أحمد عباس حطاب
أحمد عباس حطاب (مواليد 09 مايو 1994 في البصرة، العراق)، هو لاعب كرة قدم عراقي يلعب لنادي نفط الجنوب العراقي كلاعب وسط. بدأ أحمد عباس مسيرته الرياضية عام 2010 مع نادي الكرخ.